# Баку в СССР
Баку в СССР — период в истории Баку c 1922 года по 30 августа 1991 года. Ныне Баку является столицей Азербайджана и самым большим городом Кавказа.

## Предыстория

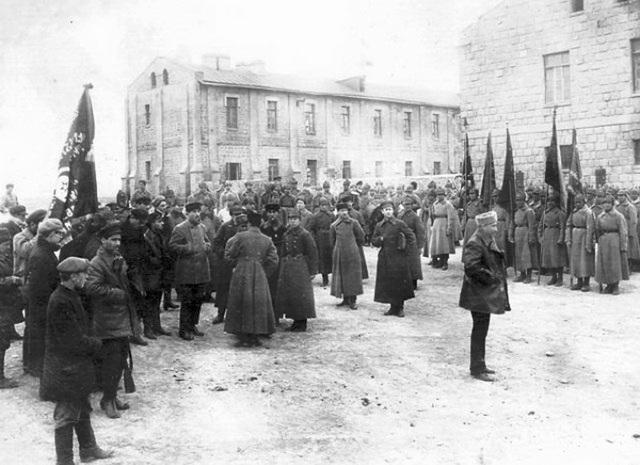
Красная армия в Баку, май 1920 г.

Февральская революция привела к свержению монархии в Российской империи, а Октябрьская — к установлению советской власти. В 1917 году после Февральской революции в Баку образовалось двоевластие: местный орган Временного правительства и Совет рабочих депутатов. 13 ноября Бакинский совет рабочих депутатов провозгласил в Баку Советскую власть. Степан Шаумян был избран председателем исполкома Бакинского Совета.
30 марта — 1 апреля 1918 года в Баку произошли кровавые межэтнические столкновения, после которых власть перешла в руки Бакинского Совета народных комиссаров (СНК). 22 апреля 1918 года Закавказский сейм принял резолюцию о провозглашении Закавказья независимой, демократической и федеративной республикой, а 26 апреля было сформировано новое правительство Закавказья. 28 мая 1918 была провозглашена самостоятельная Азербайджанская Демократическая Республика. Но в середине апреля 1920 года части 11 Армии РККА подошли к северным границам Азербайджана и 27 апреля перешли границу, 28 апреля вошли в Баку. АДР прекратила существование, и была создана Азербайджанская Советская Социалистическая Республика.

## 1922—1941
30 декабря 1922 года Азербайджанская ССР со столицей в Баку вошла в состав СССР.
Генеральный план и схема планировки Баку была разработана в 1924—1928 годах архитектором-градостроителем А. П. Иваницким.

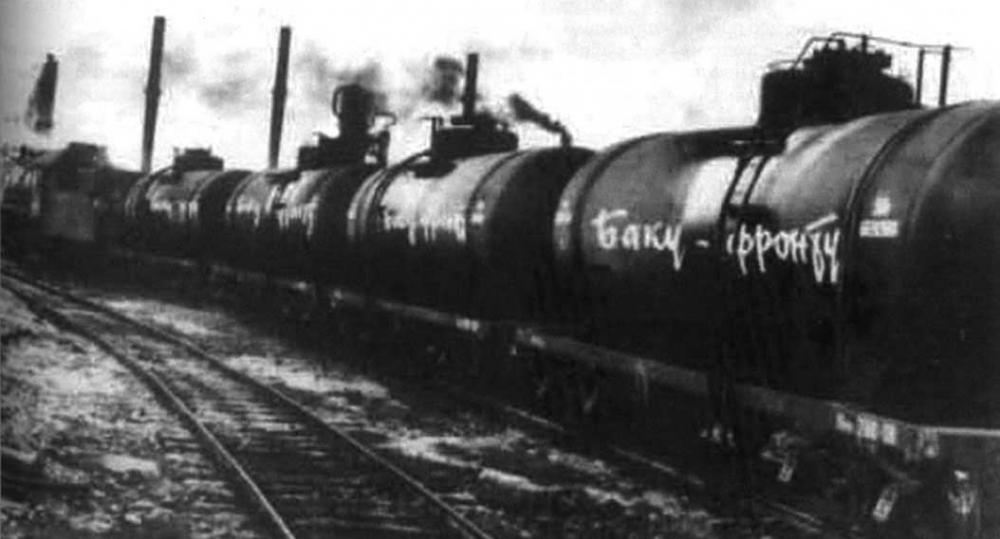
Отправка нефти на фронт. Баку, 1942 год

## 1941—1945
В годы Великой Отечественной войны город Баку был основным стратегическим центром обеспечения топливом военной авиации и бронетехники. В Азербайджанской ССР добывалось до 80 % нефти всего СССР. В Баку изготавливались и реактивные снаряды для легендарных «Катюш», выпуск реактивных снарядов легендарной «Катюши» производился на заводе «металлопластмасс». Из Баку по морю и далее по железным дорогам осуществлялась поставка нефти и нефтепродуктов в нефтебазы. В первый год войны отправили 23,5 млн тонн нефти. Всего же 75 млн тонн нефти было отправлено на военные нужды в период Великой Отечественной войны. Азербайджанский участок, особенно Баку-Баладжарский узел, находящийся на стыке железнодорожных и водных путей, являлся важнейшим звеном на Закавказской железной дороге.

### Операция «Эдельвейс»
Германия строила планы захвата Баку ради нефти. «Эдельвейс» — кодовое название немецкой операции по захвату Кавказа, в частности Грозного и Баку. План операции был утвержден Гитлером 23 июля 1942 года. Была даже назначена дата захвата Баку — 25 сентября 1942 года. Операция длилась 4 недели — до 21 августа 1942 г. Но в результате поражения вермахта в битве за Кавказ Баку не был захвачен.

## 1945—1991
В 1949 году в 100 километрах от Баку, фонтан в Нефтяных камнях открыл новую фазу добычи нефти на шельфе, и Баку первым в мире начал добывать нефть на море.

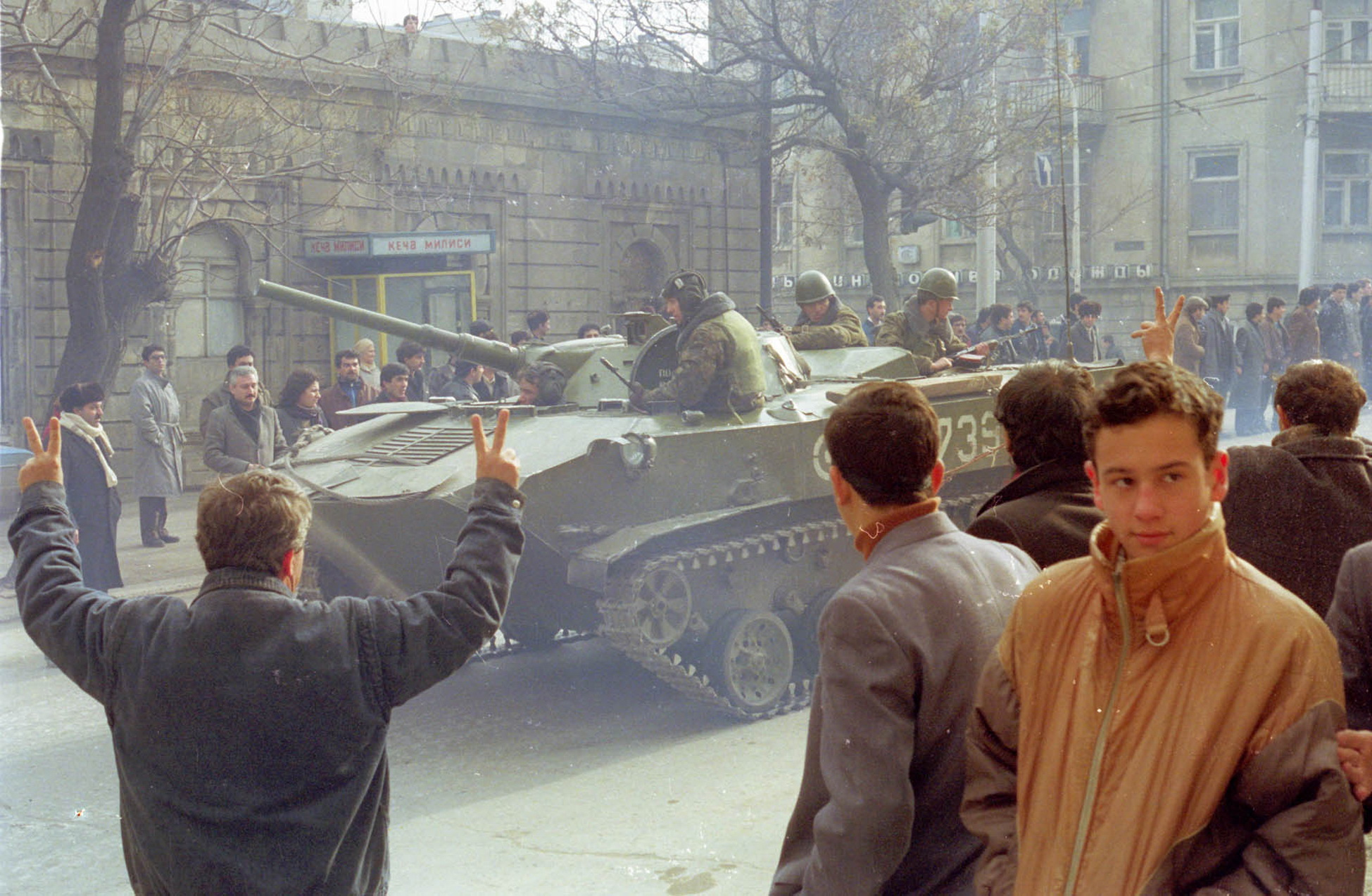
Подразделения советской армии в Баку. Зима 1990 года

3-4 января 1990 года на пригородных трассах и главных магистралях Баку появились первые пикеты Народного фронта Азербайджана. 11 января Народный фронт организовал в Баку массовый митинг, чтобы выразить протест против бездеятельности правительства. Существовала возможность того, что Народный фронт сможет победить на выборах в Верховный Совет, которые были назначены на март 1990 года. 13 января в Баку на площади имени Ленина начался митинг с требованием отставки первого секретаря ЦК Компартии Азербайджанской ССР Абдурахмана Везирова. 15 января на части территории Азербайджана было объявлено чрезвычайное положение, однако оно не распространялось на Баку. В течение 16-19 января на подступах к Баку была создана крупная оперативная группировка общей численностью более 50 тыс. военнослужащих. В ночь на 20 января 1990 года советская армия штурмовала Баку с целью разгрома Народного фронта и спасения власти Коммунистической партии в Азербайджане, руководствуясь указом о введении в городе чрезвычайного положения, которое было объявлено начиная с полуночи. Ввод войск в Баку происходил с трёх сторон, по всей окружности кольцевых дорог, примыкающих к городу. 20 января 1990 года погибли 131, ещё 744 человека были ранены.
После подавления восстания в Баку Советская Армия восстановила свергнутую советскую власть в городах Азербайджана.

### Распад СССР
5 февраля 1991 года Верховный Совет Азербайджанской ССР принимает закон об изменении названия республики на «Азербайджанская Республика», что не соответствовало статье 71 Конституции СССР.
30 августа 1991 года, после провала выступления ГКЧП, Верховный Совет Азербайджанской ССР провозгласил независимость республики.